# Knoxville (Illinois)
Knoxville – miasto w Stanach Zjednoczonych, w stanie Illinois, w hrabstwie Knox.